# Connie Sawyer
Pour les articles homonymes, voir Sawyer.

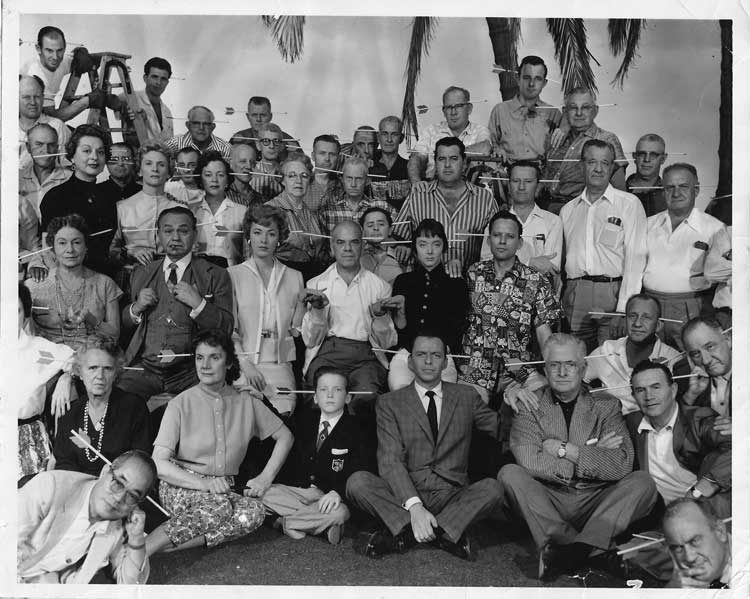
Un trou dans la tête (1959) : photo de l'équipe du film, avec Connie Sawyer (3e rang haut, 2e à g.) derrière Edward G. Robinson

Connie Sawyer (nom de scène de Rosie Cohen), née le 27 novembre 1912 à Pueblo (Colorado) et morte le 21 janvier 2018 à Los Angeles (quartier de Woodland Hills, Californie), est une actrice américaine.

## Biographie
Connie Sawyer débute au théâtre et joue notamment à Broadway entre 1948 et 1958 ; citons Un trou dans la tête d'Arnold Schulman (1957, avec Paul Douglas et Lee Grant).
Au cinéma, elle contribue à trente-sept films américains, le premier étant Un trou dans la tête de Frank Capra (1959, avec Frank Sinatra et Edward G. Robinson), adaptation de la pièce éponyme précitée. Elle apparaît centenaire (à 101 ans) pour la dernière fois au grand écran dans un court métrage sorti en 2014.
Entretemps, mentionnons La Route de l'Ouest d'Andrew V. McLaglen (1967, avec Kirk Douglas et Robert Mitchum), Justice pour tous de Norman Jewison (1979, avec Al Pacino et Jack Warden) et Le Bûcher des vanités de Brian De Palma (1990, avec Tom Hanks et Bruce Willis). Signalons aussi le film franco-israélien Terre promise d'Amos Gitaï (2004, avec Rosamund Pike et Anne Parillaud). 
Active surtout à la télévision américaine, elle collabore à quatre-vingt-treize séries, la première en 1953 ; la dernière est Ray Donovan (deux épisodes, 2013-2014). Dans l'intervalle, évoquons Sur la piste du crime (quatre épisodes, 1965-1972), Kojak (deux épisodes, 1974-1977), Capitaine Furillo (deux épisodes, 1984-1986) et Urgences (deux épisodes, 1999-2006).
Elle participe également à seize téléfilms de 1965 à 1996, dont Abandonnée et trahie de Joseph Dougherty (1995, avec Lori Loughlin et Brian Kerwin).
Connie Sawyer meurt début 2018, à 105 ans. Elle est inhumée au Hillside Memorial Park de Culver City (Californie).

## Théâtre à Broadway (intégrale)
- 1948 : Hilarities, comédie musicale, musique et lyrics de Buddy Kaye, Stanley Arnold et Carl Lampl, livret de Sidney Zelinka, Howard Harris et Morey Amsterdam
- 1952-1953 : The Time of the Cuckoo d'Arthur Laurents, costumes d'Helene Pons : Leona Samish (doublure)
- 1957 : Un trou dans la tête (A Hole in the Head) d'Arnold Schulman, décors de Boris Aronson, mise en scène de Garson Kanin : Mme Fessler
- 1957-1958 : Miss Isobel de Michael Plant et Denis Webb, mise en scène de Cedric Hardwicke : Mme Ackroyd / Miriam Ackroyd (doublure)

## Filmographie partielle

### Cinéma
(films américains, sauf mention contraire)
- 1959 : Un trou dans la tête (A Hole in the Head) de Frank Capra : Mlle Wexler
- 1961 : Le troisième homme était une femme (Ada) de Daniel Mann : Alice Sweet
- 1967 : La Route de l'Ouest (The Way West) d'Andrew V. McLaglen : Mme McBee
- 1969 : Cent dollars pour un shérif (True Grit) d'Henry Hathaway : une villageoise à la pendaison
- 1969 : Bob et Carole et Ted et Alice (Bob & Carol & Ted & Alice) de Paul Mazursky : l'hôtesse
- 1975 : The Man in the Glass Booth d'Arthur Hiller : Mme Levi
- 1977 : Bon Dieu !  (Oh, God!), de Carl Reiner : Mme Green
- 1978 : Drôle d'embrouille (Foul Play) de Colin Higgins : la femme hystérique
- 1979 : Justice pour tous (…And Justice for All) de Norman Jewison : Gitel
- 1989 : Mauvaises Rencontres (Far from Home) de Meiert Avis (en) : Viney Hunt
- 1989 : Quand Harry rencontre Sally (When Harry Meet Sally…) de Rob Reiner : la femme du vieux couple du documentaire
- 1990 : Le Bûcher des vanités (The Bonfire of the Vanities) de Brian De Palma : la grand-mère de la famille Ruskin
- 1994 : Dumb and Dumber de Peter et Bobby Farrelly : la vieille dame
- 1998 : Hors d'atteinte (Out of Sight) de Steven Soderbergh : la vieille dame dans l'ascenseur
- 1998 : Un privé à L.A. (Where's Marlowe?) : la mère de Skip
- 2003 : Hôtesse à tout prix (View from the Top) de Bruno Barreto : la grand-mère Stewart
- 2003 : Tout peut arriver (Something's Gotta Give) de Nancy Meyers : la vieille dame au marché
- 2004 : Terre promise d'Amos Gitaï (film franco-israélien) : Hazel
- 2006 : Mon vrai père et moi (Relative Strangers) de Greg Glienna : la vieille dame
- 2008 : Embrassez le marié ! (Kiss the Bride) de C. Jay Cox : la tante Minnie
- 2008 : Délire Express (Pineapple Express) de David Gordon Green : Faye Belogus

### Télévision

#### Séries
- 1954 : Studio One, saison 7, épisode 9 Laisse-moi m'en aller (Let Me Go, Lover) de Franklin J. Schaffner : Mme McCall
- 1962 : Le Jeune Docteur Kildare (Dr. Kildare), saison 1, épisode 19 The Glory Hunter de Lamont Johnson : Gladys
- 1965-1972 : Sur la piste du crime (The F.B.I.)
  - Saison 1, épisode 15 The Hijackers (1965) de Don Medford : LaVerne
  - Saison 2, épisode 13 List for a Firing Squad (1966) de Jesse Hibbs : la vendeuse de vêtements
  - Saison 4, épisode 17 A Life in the Balance (1969) de Robert Douglas : la propriétaire
  - Saison 7, épisode 25 Dark Journey (1972) de Philip Abbott : la gouvernante
- 1966 : Le Fugitif (The Fugitive), saison 3, épisode 23 The Chinese Sunset : Mme Ball
- 1969 : Bonanza, saison 10, épisode 20 De l'encre et de la poudre (The Clarion) de Lewis Allen : Mme Lewis
- 1970 : Les Règles du jeu (The Name of the Game), saison 3, épisode 7 The War Merchant de Boris Sagal : Mable
- 1974-1977 : Kojak
  - Saison 1, épisode 21 Dynamo-thérapie (Therapy in Dynamite, 1974) de Leo Penn : la propriétaire
  - Saison 5, épisode 1 La Chute d'un caïd (The Queen of Hearts Is Wild, 1977) de Leo Penn : Mary Benson
- 1974-1979 : Hawaï police d'État (Hawaii Five-0)
  - Saison 6, épisode 17 Pigeon ne vole pas (One Born Every Minute, 1974) de Charles S. Dubin : Sylvia Heller
  - Saison 11, épisode 19 Un problème personnel (A Very Personal Matter, 1979) : Dr Whitewood
- 1975 : La Côte sauvage (Barbary Coast), saison unique, épisode 1 Funny Money de Don Weis : la vieille dame
  - Saison
- 1976 : Les Rues de San Francisco (The Streets of San Francisco)
  - Saison 4, épisode 17 Requiem pour un meurtre (Requiem for Murder) : Mme Rubens
  - Saison 5, épisode 4 La Livraison (The Drop) : la conductrice
- 1977 : Lou Grant, saison 1, épisode 11 Housewarming de Mel Damski : la vieille dame
- 1977-1979 : Starsky et Hutch (Starsky & Hutch)
  - Saison 2, épisode 16 Traquenard, 1re partie (The Set-Up, Part I, 1977) de George McCowan : la gouvernante
  - Saison 3, épisode 18 Le Professeur (Class in Crime, 1978) de Paul Michael Glaser : la directrice
- 1978 : 200 dollars plus les frais (The Rockford Files), saison 4, épisode 15 Une bavure qui coûte cher (The Gang at Dom's Drive-In) de John Llewellyn Moxey : Mme Fornechefsky
- 1980 : Barnaby Jones, saison 8, épisode 12 Run to Death : la directrice
- 1982 : Dynastie (Dynasty), saison 3, épisode 2 Le Toit (The Roof) : la gérante d'appartements
- 1983 : Laverne and Shirley, saison 8, épisode 21 Councilman DeFazio : la mère Pike
- 1984 : Ricky ou la Belle Vie (Silver Spoonss), saison 3, épisode 10 La Belle et la Bête (Beauties and the Beasts) de Jack Shea : Mlle Bushmill
- 1984 : V, saison unique, épisode 19 Joyeux Noël (Reflections in Terror) de Kevin Hooks : la vieille dame
- 1984-1986 : Capitaine Furillo (Hill Street Blues)
  - Saison 4, épisode 11 Les rats n'aiment pas la musique (Ratman and Bobbin, 1984) :
  - Saison 7, épisode 2 Conséquence d'une grève (A Case of Klapp, 1986) : la dame au sac
- 1986-1991 : Arabesque (Murder, She Wrote)
  - Saison 3, épisode 3 Mission non accomplie (Unfinished Business, 1986) de Walter Grauman : Ethel
  - Saison 8, épisode 8 Meurtre à Las Vegas (A Killing in Vegas, 1991) d'Anthony Pullen Shaw : la vieille dame
- 1987 : Matlock, saison 2, épisode 7 L'Exterminateur  (The Annihilator) de Christopher Hibler : Mme Kowalski
- 1991 : La loi est la loi (Jake and the Fatman), saison 4, épisode 22 Le mensonge est un péché (It's a Sin to Tell a Lie) : Helen
- 1995 : Papa bricole (Home Improvement), saison 5, épisode 12 ’Twas the Flight Before Christmas d'Andy Cadiff : la vieille dame
- 1997 : Seinfeld, saison 9, épisode 1 Rasage au beurre (The Butter Shave) : la vieille dame
- 1998 : Les Dessous de Veronica (Veronica's Closet), saison 1, épisode 21 Espionnage industriel (Veronica's Mole) : Margaret
- 1998 : Sliders : Les Mondes parallèles (Sliders), saison 4, épisode 7 Un monde heureux (Just Say Yes) : Winifred
- 1998 : Incorrigible Cory (Boy Meets World), saison 6, épisodes 1 L'Escapade et 2 La Grande Décision (His Answer, Parts I & II) : Foofie
- 1999 : Becker
  - Saison 1, épisode 17 Tombé du camion (Partial Law) de Ken Levine et épisode 20 L'Accident (Drive, They Said) : Mme Yudelson
  - Saison 2, épisode 2 Une blonde en remplace une autre (Imm-Oral Fixations) : Mme Yudelson
- 1999-2006 : Urgences (ER)
  - Saison 5, épisode 18 Genèse (Point of Origin, 1999) de Christopher Misiano : Kathy Brennan
  - Saison 12, épisode 22 Fusillade (Twenty-One Guns, 2006) de Nelson McCormick : la deuxième vieille dame
- 2003 : Touche pas à mes filles (8 Simple Rules), saison 2, épisode 9 Tragédie et Marionnettes (Merry Christmas: The Story of Anne Frank and Skeevy) de James Widdoes : la mère de Louise
- 2007 : Ned ou Comment survivre aux études (Ned's Declassified School Survival Guide), saison 3, épisode 13 La Bibliothèque et le Bénévolat (Volunteering & the Libray) de Savage Steve Holland : June
- 2008 : Les Experts (CSI: Crime Scene Investigation), saison 9, épisode 2 La vie est un songe (The Happy Place) : la vieille dame
- 2009 : The Office, saison 5, épisode 22 - Dream Team de Paul Feig : la grand-mère de Michael
- 2009 : Hawthorne : Infirmière en chef (Hawthorne), saison 1, épisode 10 Le Temps des adieux (Hello and Goodbye) de Jeff Bleckner : la mère de Fleming
- 2011 : Up All Night, épisode pilote (sans titre) de James Griffiths : la cliente âgée
- 2013 : NCIS : Los Angeles, saison 5, épisode 7 Un train peut en cacher un autre (The Livelong Day) : Ida
- 2013-2014 : Ray Donovan
  - Saison 1, épisode 7 Nouvel Anniversaire (New Birthday, 2013) de Lesli Linka Glatter : Mme Sullivan
  - Saison 2, épisode 2 Le Retour au bercail (Uber Ray, 2014) : Mme Sullivan

#### Téléfilms
- 1965 : McGhee de Don McGuire : Hilda
- 1967 : Une cloche pour Adano (A Bell for Adano) de Mel Ferber : Laura Sofina
- 1971 : Five Desperate Women de Ted Post : MmeBrown
- 1972 : Evil Roy Slade de Jerry Paris : Aggie Potter
- 1972 : The Strangers in 7A de Paul Wendkos : Mme Layton
- 1977 : Le Trottoir des grandes (Little Ladies of the Night) de Marvin J. Chomsky : une gardienne
- 1984 : Flight 90: Disaster on the Potomac de Robert Michael Lewis : Josie Keefer
- 1985 : Do You Remember Love de Jeff Bleckner : Joan
- 1992 : Le Combat d'Alison (Something to Live for:The Alison Gertz Story) de Tom McLoughlin : la vieille dame
- 1994 : Roseanne & Tom: Behind the Scenes de Richard Colla : une employée du motel
- 1995 : Abandonnée et trahie (Abandoned and Deceived) de Joseph Dougherty : Rose

## Voix françaises
- Frédérique Cantrel dans Délire Express (2008)